# Beta Mensae
Beta Mensae (Bayer-Bezeichnung β Mensae; kurz β Men) ist mit einer scheinbaren Helligkeit von 5,31m der dritthellste Stern des am Südhimmel gelegenen Sternbilds Tafelberg. Dennoch ist der Stern so lichtschwach, dass er für das bloße Auge gerade noch wahrnehmbar ist. Nach im Dezember 2020 veröffentlichten Auswertungen der Messergebnisse der Raumsonde Gaia beträgt seine Distanz zur Erde etwa 680 Lichtjahre. Am Firmament befindet sich β Mensae am südwestlichen Rand der wesentlich weiter entfernten Großen Magellanschen Wolke, einer Satellitengalaxie der Milchstraße. Dabei erscheint der Stern vor dem Hintergrund des Tarantelnebels, einem in dieser Galaxie gelegenen hellen Emissionsnebel.
Der Spektraltyp und die Leuchtkraftklasse G8 III weisen β Mensae als gelben Riesenstern aus, der bereits seinen Wasserstoff-Vorrat im Inneren verbraucht und sich bis auf etwa 26 Sonnendurchmesser aufgebläht hat. Seine Masse wird auf circa 3,6 Sonnenmassen und sein Alter auf 270 Millionen Jahre geschätzt. Seine Oberfläche ist etwas kühler als jene der Sonne; seine effektive Temperatur beträgt rund 5000 Kelvin. Er dürfte ein Einzelstern sein.